# 像法
像法，佛教術語，指在佛陀入滅後，只有佛教正法的相似法（“像”）流世，證果者減少。這個時期稱爲像法時期、像法時代。

## 概論
佛教三期法运论認為佛法分為正法、像法、末法三個時期，此後便是法滅盡時。如來滅度後，教法住世，依教法修行，即能證果，稱為正法；雖有教法及修行者，多不能證果，稱為像法；教法垂世，人雖秉教，多不修行及無證果，稱為末法。據記載，末法時代佛之正法衰頹，僧風濁亂。
佛教中對佛教三个时期的界定並非絕對，有多種說法。《阿含經》部分有正法、像法之稱，但沒有末法之稱。
各上座部系的《律藏》和《中阿含經·瞿曇彌經》說正法本有1000年，受阿難的請求，佛陀准許女人出家，使得正法縮減到500年，此後便是像法。然而，由於500年後佛法仍在世，當時的律師、論師對於為何佛法仍然在世，沒有滅亡的疑問，有的解釋為正法住世千年，如《善見律毘婆沙》解釋由奉行八敬法，正法還復千年，有的說正法是指「證法」的解脫堅固，如《大毗婆沙論》說解脫堅固有五百年，後五百年唯有持戒、多聞堅固。
大乘佛教中，正法、像法各自分別有五百年、千年之說，形成四說。第一說，合計千年，如《大乘三聚懺悔經》說「我涅槃後正法當住於五百歲，像法亦復住五百歲」。第二、三說，合計千五百年，如《悲華經·諸菩薩本授記品第四之五》：“般涅槃後，所有正法住世千歲，像法住世滿五百歲。”《大方等大集經·月藏分》：「今我涅槃後，正法五百年，...像法住於世，限滿一千年。」。第四說，合計二千年，吉藏《中觀論疏》稱外國祇洹精舍銘載之，位於古《涅槃經》經文之後，說「佛正法千年，像法千年，末法萬年。」